# Részeges karatemester 2.
A Részeges karatemester 2. (hagyományos kínai írásmóddal: 醉拳二, jűtphing: Zeoi3 kyun4, magyaros: Cöü khjűn; mandarin pinjin: Zuì Quán, magyaros átírással: Cuj csüan; angol címén Drunken Master II vagy The Legend of the Drunken Master) egy 1994-ben bemutatott hongkongi akcióvígjáték, rendezte Lau Kar-leung. A főszerepben Jackie Chan, mint a legendás harcművész Vóng Fej-hung.
A film az 1978-as Részeges karatemester folytatása. Premierjét 1994. február 3-án mutatták be Hongkongban. A pontos magyar bemutatóról nincs információ, az első magyar szinkron 1995-ben készült hozzá a Masterfilm jóvoltából.
A Részeges karatemester 2.-t több díjra is jelölték a Hongkongi Filmgálán, amin a legjobb akciós koreográfiáért nyert díjat.

## Cselekmény
Vóng apjával és szolgájával együtt éppen hazafelé tart Kantonba, amikor találkozik Fu Ven-csivel, a Csing-korszak katonájával. Harc közben véletlenül összecserélik a dobozaikat, így Vóng végül a vásárolt ginzeng helyett a császári pecsétet viszi magával. Vóng tudtán kívül a császári pecsétet éppen a brit konzul próbálta volna kicsempészni Kínából Nagy-Britanniába.
Mikor a vevőjük a ginzengért jön, Vóng kénytelen apja kedvenc bonsaijából gyökeret adni, hogy időt nyerjen. Vóng mostohaanyja nyakláncát pénzre váltja, hogy vehessen ginzenget, de hamarosan megérkeznek a brit konzul csatlósai. Vóng és köztük verekedés tör ki, amikor Ling ösztönzésére Vóng lerészegedik. Vóng apja állítja le fiát, amiért szégyent hozott a családra, majd miután kiderül, hogy a vevőjüket hamis ginzenggel átverte, elkergeti a háztól.
Vóng bánatát itallal csillapítja, de miután részegen úgy elverik, hogy nem tudja magát megvédeni, megígéri családjának, hogy többet nem nyúl italhoz. Fu Ven-csi meglátogatja Vóngékat, és leleplezi a brit konzul tervét. Fút és Vóngot felbérelt gengszterek támadják meg egy étteremben, és Fu halálos sebet kap. Vóng megígéri a férfinak, hogy visszaszerzi a pecsétet, és megakadályozza, hogy a konzul műkincseket lopjon.
Az éjszaka Vóng és barátja, Cang, betörnek a brit konzulátusra. A konzul azonban foglyul ejti őket, és váltságdíjért cserébe elengedi őket. Ezalatt Vóng barátai rájönnek, hogy a brit konzul az ellopott műtárgyakat acélszállításra szánt dobozok segítségével ki akarja csempészni Kantonból. Vóng és Cang az acélgyárban sztrájkra buzdítják a munkásokat, és Vóng szavát megszegve újra alkoholhoz folyamodik, hogy megvédje magukat. A hosszú küzdelem után Vóng és barátai legyőzik a konzul csatlósait, és véget vetnek a csempészésnek. A film végén egy kínai tábornok emlékplakettet ad át Vóngéknak, hogy megtisztelje őket az országért tett szolgálatukért, ám kiderül, hogy Vóng az ivás miatt agykárosodást szenvedett.

## Szereplők
| Szerep            | Színész          | Magyar hangja                    | Magyar hangja            |
| Szerep            | Színész          | 1. magyar változat (Mafilm 1995) | 2. magyar változat (RTL) |
| ----------------- | ---------------- | -------------------------------- | ------------------------ |
| Vóng Fej-hung     | Jackie Chan      | Kassai Károly                    | Kassai Károly            |
| Vóng apja         | Lung Ti          | Kiss Gábor                       | Sörös Sándor             |
| Vóng mostohaanyja | Anita Mui        | Bencze Ilona                     | Andresz Kati             |
| Cang              | Felix Wong       | Weil Róbert                      | Miller Zoltán            |
| Fu Ven-csi        | Chia-Liang Liu   | Botár Endre                      | Harsányi Gábor           |
| John              | Ken Lo           | n.a                              | Lux Ádám                 |
| Fo Sang           | Kar Lok Chin     | Juhász György                    | Király Attila            |
| Henry             | Ho-Sung Pak      | n.a                              | Széles Tamás             |
| Co                | Chi-Kwong Cheung | Kerekes József                   | Rajkai Zoltán            |
| Hing              | Yee San Hon      | n.a                              | n.a                      |
| hírszerzési tiszt | Andy Lau         | Széles László                    | n.a                      |
| Fun               | Wing-Fong Ho     | n.a                              | n.a                      |
| Marlon            | Kar-Ying Law     | n.a                              | n.a                      |
| Csiu              | Siu-Ming Lau     | n.a                              | n.a                      |
| Csiu felesége     | Suki Kwan        | n.a                              | n.a                      |

## Fogadtatás
A film jó értékelést kapott a filmkritikusoktól. A Rotten Tomatoeson 84%-os minősítést ért el 80 értékelés alapján, az összefoglaló szerint: „Jackie Chan elképesztő és szórakoztató harcjeleneteket mutat be a Részeges karatemester 2. című filmben.” Lisa Schwarzbaum az Entertainment Weekly-től azt írta: „Itt van Jackie, kortalan és nagyszerű, mielőtt átszabja magát a nyugati világra.” „Ez az egyik olyan film, amely Jackie Chant Jackie Channá tette”, írta Kenneth Turan a Los Angeles Timestól. Elvis Mitchell a New York Timestól azt írta: „Ha szereted a hongkongi akciófilmeket (és én szeretem), akkor a Részeges karatemester 2. elég sok mindent tud ahhoz, hogy klasszikussá váljon.”
A MetaCriticen 74 pontot kapott a 100-ból 27 vélemény alapján. Roger Ebert „egyszerűen csodálatosnak” találta a produkciót. Paul Malcolm szerint az L. A. Weekly-től a produkció „félkész klasszikus”.
A Box Office Mojo szerint a film nyereséges volt. A 10 millió dolláros költségvetésre 11,5 millió dolláros bevétel érkezett.

## Fontosabb díjak és jelölések
- 1994-es Arany Paripa Filmfesztivál
  - Arany Paripa díj a legjobb akciós koreográfiának (elnyerte)
- 1995-ös Hong Kong-i Filmgála
  - Legjobb akciós koreográfia (elnyerte)
  - Legjobb vágás (jelölés)